# Pacte trilatéral américano-nippo-coréen
Ne doit pas être confondu avec Accords de Camp David.
Le pacte trilatéral américano-nippo-coréen, aussi surnommé Principes de Camp David ou désigné simplement par l'acronyme JAROKUS, est un pacte de sécurité signé entre les États-Unis, le Japon, et la Corée du Sud, et annoncé à Camp David le 18 août 2023. Le pacte engage les trois pays dans un ensemble d'accords et est considéré comme l'une des plus importantes alliances de sécurité internationales dirigées par les États-Unis au cours de la dernière décennie, avec notamment Quad Plus et AUKUS.

## Contexte

### Relations nippo-sud-coréennes et menaces dans l'Indo-Pacifique
De 1910 à 1945, la Corée est contrôlée par l'empire du Japon. Durant cette période, les femmes coréennes, principalement originaires du Sud de la péninsule, étaient contraintes à l'esclavage sexuel par l'armée impériale japonaise. Le souvenir de cette époque rend tendues les relations actuelles entre la Corée du Sud et le Japon. Avec les nouvelles administrations du président sud-coréen Yoon Suk-yeol et du premier ministre japonais Fumio Kishida, les deux pays ont fait d'importantes modifications. En mars 2023, Yoon met fin aux demandes du gouvernement sud-coréen aux entreprises japonaises de dédommager les travailleurs forcés coréens durant la Seconde Guerre mondiale. La Corée du Sud et le Japon soutiennent l'Ukraine lors de l'invasion russe, tandis que la Chine et la Russie approfondissent leurs relations.
La présence de la Chine dans la région Indo-Pacifique inquiète les États-Unis. Les relations entre les deux pays restent froides. En octobre 2022, la Corée du Nord tire un missile qui survole le Japon, puis menace la Corée du Sud d'une frappe nucléaire en mars 2023. Grâce à un accord avec les États-Unis, le Japon et la Corée du Sud disposent d'informations en temps réel sur les missiles balistiques nord-coréens.

### Tentatives de stabilisation de la région Indo-Pacifique
En avril 2023, le président américain Joe Biden annonce que toute attaque contre la Corée du Sud par la Corée du Nord entraînerait la « fin » du règne de Kim Jong-un. À la Maison-Blanche, Yoon s'engage à produire des armes nucléaires. Le Japon refuse de participer à une démarche attribuée par les États-Unis à la politique intérieure.

## Sommet du Camp David

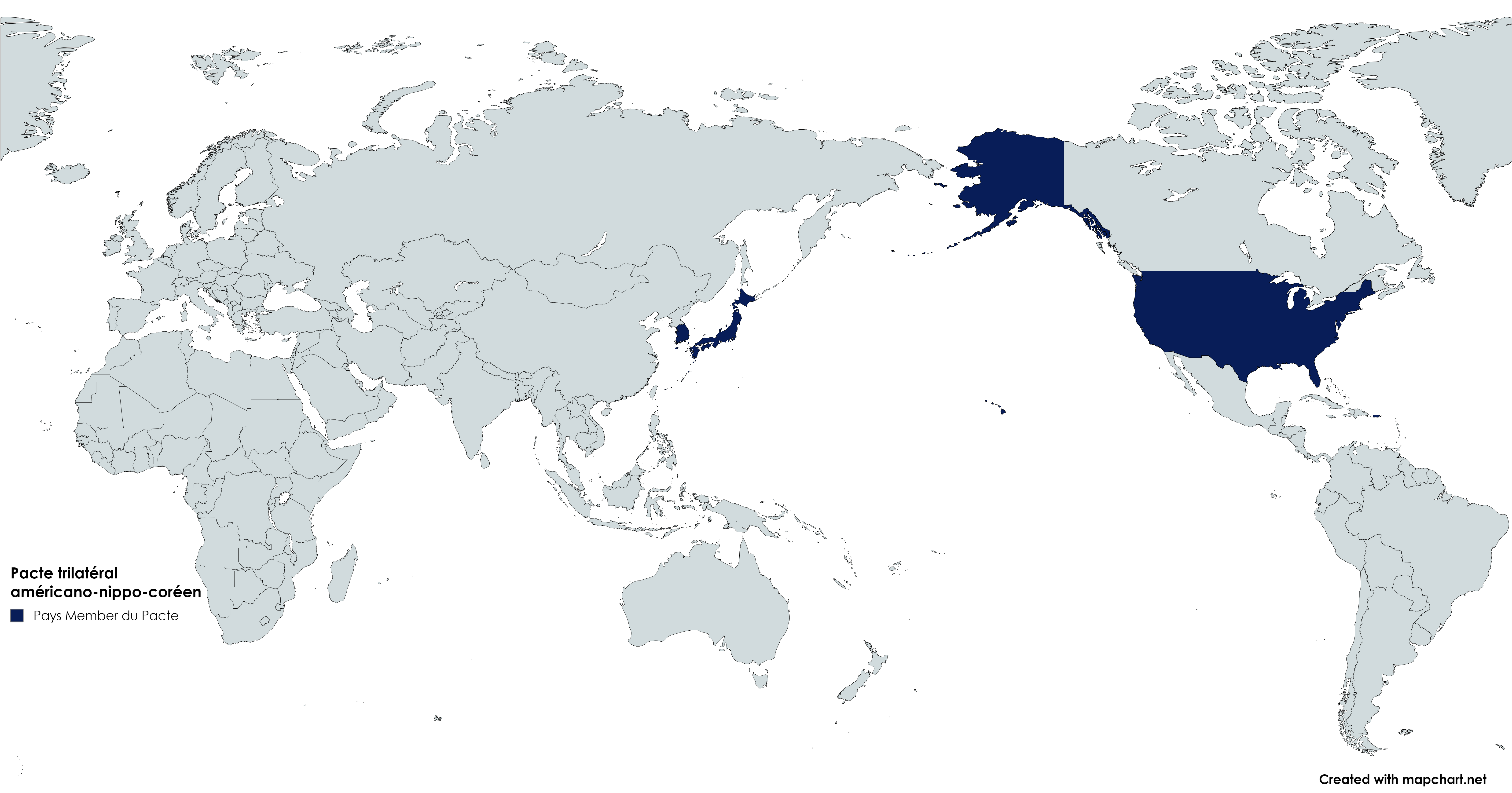
Carte du pacte trilatéral américano-nippo-coréen

À Camp David le 18 août 2023, Biden fait l'annonce de l’accord, marquant la première fois que des dirigeants internationaux se rendent au lieu de villégiature depuis 2015, lorsque le président de l'époque, Barack Obama y avait tenu un sommet du Conseil de coopération du Golfe. C'est la première fois sous la présidence de Biden que les journalistes sont autorisés à entrer à Camp David.

## Mise en œuvre
Le pacte met en œuvre un casus foederis formel dans lequel une menace contre un membre constitue une menace contre tous, mais ne reflète pas l'article 5 du traité de l'Atlantique nord ; la réponse à une attaque contre un membre devant être discutée. L'accord améliore également la défense trilatérale contre les missiles balistiques et les exercices militaires. Les trois pays développeront un cadre de sécurité pour la région Indo-Pacifique.